# Carlos Chiacchio
Carlos Chiacchio est un écrivain, journaliste et médecin brésilien, né le 4 juin 1884 à Januária et mort le 17 juillet 1947 à Salvador.

## Biographie
Fils de Jacôme et Patricia Chiacchio, il vit à Salvador, où il obtient son diplôme de médecine en 1910. Il est médecin à Viação Férrea Federal Leste Brasileiro, à Lloyd Brasileiro, à la Commission fédérale d'études pour la construction du chemin de fer Machado Portela-Carinhanha, et est professeur à l'université fédérale de Bahia. Il collabore avec le journal A Tarde pendant 18 ans et au journal O Imparcial.